# Списак министара Црне Горе
На овој страни се налази списак министара у Влади Црне Горе по министарствима.
- Предсједник Владе Црне Горе
- Списак министара иностраних послова Црне Горе
- Списак министара правде Црне Горе
- Списак министара финансија Црне Горе
- Списак министара унутрашњих послова Црне Горе
- Списак министара одбране Црне Горе
- Списак министара просвете Црне Горе